# آداتو (بازیکن فوتبال)
انوادرو آداتو دا سیلوا (به پرتغالی: Evandro Adauto da Silva) مهاجم اهل برزیل است که در شهر Santo André و در تاریخ ۲۹ مهٔ ۱۹۸۰ به دنیا آمده‌است. آداتو در تیم‌های فوتبال Atlético Paranaense سابقهٔ حضور دارد.